# ScreenOS
ScreenOS es un sistema operativo integrado en tiempo real para el hardware de la gama NetScreen de dispositivos firewall de Juniper Networks .

## Características
Además de la seguridad del nivel de transporte, ScreenOS también integra estas aplicaciones de gestión de flujo:
- Gestión de VPN de puertas de enlace IP - IPSec certificado por ICSA
- Inspección de paquetes IP (nivel bajo) para protección contra ataques TCP / IP
- Virtualización para  segmentación de la red

## Posible puerta trasera de la NSA e incidente de "Código no autorizado" de 2015
En diciembre de 2015, Juniper Networks anunció que había encontrado un código no autorizado en ScreenOS que había estado allí desde agosto de 2012. Las dos puertas traseras que existían permitirían a los piratas informáticos expertos controlar el firewall de los productos Juniper Netscreen sin parches y descifrar tráfico en la red. Se supone que al menos una de las puertas traseras fue el resultado de un interés gubernamental. Se especuló en el campo de la seguridad de que se trataba de la NSA . Muchos en la industria de la seguridad elogiaron a Juniper por ser transparente sobre el incidente.WIRED especuló que la falta de detalles que fueron revelados y el uso intencional de un generador de números aleatorios con fallas de seguridad conocidas podrían sugerir que fue el código fue implantado de forma intencional.

## NSA y GCHQ
Un documento de la NSA filtrado en 2011 dice que GCHQ tenía capacidad de explotación actual contra los siguientes dispositivos ScreenOS: NS5gt, N25, NS50, NS500, NS204, NS208, NS5200, NS5000, SSG5, SSG20, SSG140, ISG 1000, ISG 2000. Las capacidades de explotación parecen coherentes con el programa con nombre en código FEEDTROUGH. 

## Versiones
| Versión de ScreenOS | Fecha de lanzamiento    | Fin del soporte         | Fin de la vida          |
| ------------------- | ----------------------- | ----------------------- | ----------------------- |
| 6.3.0r27            | 23 de abril de 2019     |                         |                         |
| 6.0                 | 19 de abril de 2007     | 19 de abril de 2010     | 19 de abril de 2011     |
| 5.4                 | 24 de julio de 2006     | 24 de julio de 2009     | 24 de julio de 2010     |
| 5.3                 | 24 de octubre de 2005   | 24 de octubre de 2008   | 24 de octubre de 2009   |
| 5.2                 | 11 de mayo de 2005      | 11 de mayo de 2008      | 11 de mayo de 2009      |
| 5.1                 | 22 de octubre de 2004   | 22 de octubre de 2007   | 22 de octubre de 2008   |
| 5,0                 | 18 de diciembre de 2003 | 18 de diciembre de 2006 | 18 de diciembre de 2007 |
| 4.0                 | 1.º de agosto de 2002   | 31 de octubre de 2006   | 31 de octubre de 2007   |